# سم‌زدایی (پزشکی جایگزین)
سم زدایی به عنوان یک روش درمانی، یا رژیم سم‌زدا (به انگلیسی: Detoxification) نوعی پزشکی جایگزین که در آن ادعا می‌شود سم‌های موجود در بدن انسان را دفع یا از میان می‌برد. از شیوه‌های این درمان می‌توان به پاک‌سازی روده، روزه‌داری یا رژیم غذایی خاص اشاره کرد. سازمان پزشکی بریتانیایی سنس ابوات ساینس استفاده از این شیوه درمانی را «هدر دادن پول و وقت» خوانده و هیچ تحقیق علمی مبنی بر اثبات سودمندی رژیم‌های غذایی آن وجود ندارد.

## مقالات مرتبط
- سم‌زدایی
- سم‌زدایی (پزشکی جایگزین)
- سم‌زدایی (شستشوی روده)